# Williams FW35
De Williams FW35 is een Formule 1-auto, die in 2013 wordt gebruikt door het Formule 1-team van Williams.

## Onthulling
De FW35 wordt op 19 februari 2013 onthuld op het Circuit de Catalunya. De auto wordt bestuurd door Pastor Maldonado en nieuwkomer Valtteri Bottas.

## Resultaten
| Resultaat                       |
| ------------------------------- |
| Winnaar                         |
| Tweede plaats                   |
| Derde plaats                    |
| Gefinisht (punten behaald)      |
| Gefinisht (geen punten behaald) |
| Niet geklasseerd (NC)           |
| Uitgevallen (DNF)               |
| Niet gekwalificeerd (DNQ)       |
| Gediskwalificeerd (DSQ)         |
| Niet gestart (DNS)              |
| Gewond (INJ)                    |
| Uitgesloten (EX)                |
| Teruggetrokken (WD)             |
| Niet deelgenomen (blanco cel)   |
| P Pole position                 |
| S Snelste ronde                 |

| Jaar | Chassis | Motor                | Banden | Coureurs         | 1   | 2   | 3   | 4   | 5   | 6   | 7   | 8   | 9   | 10  | 11  | 12  | 13  | 14  | 15  | 16  | 17  | 18  | 19  | Punten | WK-plaats |
| ---- | ------- | -------------------- | ------ | ---------------- | --- | --- | --- | --- | --- | --- | --- | --- | --- | --- | --- | --- | --- | --- | --- | --- | --- | --- | --- | ------ | --------- |
| 2013 | FW35    | Renault RS27-2013 V8 | P      |                  | AUS | MAL | CHN | BHR | ESP | MON | CAN | GBR | GER | HUN | BEL | ITA | SIN | KOR | JPN | IND | ABU | USA | BRA | 1      | 9e        |
| 2013 | FW35    | Renault RS27-2013 V8 | P      | Pastor Maldonado | DNF | DNF | 14  | 11  | 14  | DNF | 16  | 11  | 15  | 10  | 17  | 14  | 11  | 13  | 16  |     |     |     |     | 1      | 9e        |
| 2013 | FW35    | Renault RS27-2013 V8 | P      | Valtteri Bottas  | 14  | 11  | 13  | 14  | 16  | 12  | 14  | 12  | 16  | DNF | 15  | 15  | 13  | 12  | 17  |     |     |     |     | 1      | 9e        |

- Seizoen nog bezig

Red Bull RB9 ·
Ferrari F138 ·
McLaren MP4-28 ·
Lotus E21 ·
Mercedes F1 W04 ·
Sauber C32 ·
Force India VJM06 ·
Williams FW35 ·
Toro Rosso STR8 ·
Caterham CT03 ·
Marussia MR02